# Entre cuervos y chacales
Entre cuervos y chacales es el octavo álbum de estudio de la banda de rock argentina La 25. Denominado Entre cuervos y chacales, el trabajo discográfico del grupo que (contó con Jimmy Rip como productor) salió a la venta el día 27 de abril, y tuvo su presentación oficial el 9 junio en el Estadio Cubierto Malvinas Argentinas.
"Libertad", "Marginados" y “De Paso Nomás” fueron los cortes de difusión del álbum, con sus respectivos videoclips.

## Lista de canciones
| N.º   | Título                                                                           | Duración |  |
| 1.    | «Música de Rock and Roll» (Mauricio Lescano - Diego Martín Reinholz)             | 3:20     |  |
| 2.    | «Gente Extraña» (Mauricio Lescano)                                               | 3:51     |  |
| 3.    | «Flores de Mi Barrio» (Mauricio Lescano)                                         | 3:20     |  |
| 4.    | «Libertad» (Mauricio Lescano)                                                    | 5:42     |  |
| 5.    | «De Paso Nomás» (Mauricio Lescano)                                               | 3:06     |  |
| 6.    | «Marginados» (Mauricio Lescano)                                                  | 5:22     |  |
| 7.    | «Tierra Luz» (Mauricio Lescano)                                                  | 4:22     |  |
| 8.    | «Olfato de Ratón» (Mauricio Lescano)                                             | 3:13     |  |
| 9.    | «El Cielo en las Manos» (Mauricio Lescano - Diego Martín Reinholz)               | 3:33     |  |
| 10.   | «A la Buena de Dios» (Mauricio Lescano - Diego Martín Reinholz - Marcos Lescano) | 2:31     |  |
| 11.   | «Esperándote» (Mauricio Lescano)                                                 | 4:16     |  |
| 12.   | «Sol de Mayo» (Mauricio Lescano)                                                 | 5:16     |  |
| 47:46 |                                                                                  |          |  |

## Videoclips
- Libertad
- De Paso Nomás
- Marginados

## Músicos
- Mauricio "Junior" Lescano: Voz y guitarras
- Marcos Lescano: Guitarras y coros
- Hugo Rodríguez: Guitarras y coros
- Diego Reinholz: Bajo y coros
- Heber Darío Vicente: Batería